# Spanische Badminton-Mannschaftsmeisterschaft 2017/18
Die Spanische Badminton-Mannschaftsmeisterschaft 2017/18 war die 32. Auflage der Teamtitelkämpfe in Spanien. Sie startete am 15. September 2017 und endete am 13. April 2018. Meister wurde Recreativo de Huelva-IES La Orden.

## Teilnehmende Mannschaften
| Team            | Ort          | Spielstätte                      |
| --------------- | ------------ | -------------------------------- |
| CB IES La Orden | Huelva       | Polideportivo Andrés Estrada     |
| CB Rinconada    | La Rinconada | Pabellón Fernando Martín         |
| CB Oviedo       | Oviedo       | Polideportivo Corredoria Arena   |
| CB Pitiús       | Ibiza        | Polideportivo Insular Blancadona |
| CB Benalmádena  | Benalmádena  | Polideportivo Arroyo de la Miel  |
| CB Arjonilla    | Arjonilla    | Pabellón Municipal de Arjonilla  |
| AE Granollers   | Granollers   | Pavelló Municipal del Congost    |

## Endstand nach Vorrunde
| N. | Team                            | Punkte | Spiele | Siege | Remis | Niederlagen | Spielverh. | Sätze  | Spielpunkte |
| -- | ------------------------------- | ------ | ------ | ----- | ----- | ----------- | ---------- | ------ | ----------- |
| 1  | CB IES La Orden                 | 30     | 12     | 10    | 0     | 2           | 55-29      | 121-72 | 3597-3111   |
| 2  | CB Rinconada                    | 24     | 12     | 8     | 0     | 4           | 53-31      | 116-76 | 3560-3202   |
| 3  | CB Oviedo                       | 21     | 12     | 7     | 0     | 5           | 45-39      | 101-90 | 3504-3253   |
| 4  | CB Pitius                       | 18     | 12     | 6     | 0     | 6           | 43-41      | 97-90  | 3280-3274   |
| 5  | CB Benalmadena                  | 12     | 12     | 4     | 0     | 8           | 34-50      | 81-113 | 3213-3618   |
| 6  | Associaciò Granollers Esportiva | 12     | 12     | 4     | 0     | 8           | 31-53      | 70-115 | 3048-3465   |
| 7  | CB Arjonilla                    | 9      | 12     | 3     | 0     | 9           | 33-51      | 80-110 | 3240-3519   |

## Finale
| Team 1                            | Ergebnis | Team 2              | Hin | Rück |
| --------------------------------- | -------- | ------------------- | --- | ---- |
| Recreativo de Huelva-IES La Orden | 8-6      | Soderinsa Rinconada | 4-3 | 4-3  |